# 履正社中學校及高等學校
履正社中學校及高等學校是位於日本大阪府豐中市長興寺南四丁目地區的私立完全中學。
該校的棒球部在2000年代起成為大阪府的棒球常勝學校，曾多次參加全國高等學校棒球錦標賽和選拔高等學校棒球大會，並奪得兩次春季甲子園準優勝，一次夏季甲子園優勝。

## 歷史
學校的前身可以追溯至1922年在鷺洲町海老江地區（位於現在的（現大阪市北區上福島1丁目地區）成立的實業學校「大阪府福島商業學校」，1940年營運方又鄰近的大阪市西淀川區加島町地區（位於現在的大阪市淀川區加島地區）成立舊制中學校「履正社中學校」。
大阪府福島商業學校在二次大戰期間的1933年停辦，二次大戰結束後，履正社中學校在1949年配合日本的學制改革改組為「履正社高等學校」，後在1955年一度更名為「大阪福島商業高等學校」，並在1967年遷移至位於豐中市的現址。
1972年開辦普通科，商業科則在1982年停辦，因此學校在1983年再次更名為「履正社高等學校」，兩年後的1985年開辦中學校，成立「履正社學園豐中中學校」。2000年後開辦中高一貫教育。
2023年，随着中等部改名为「履正社中學校」，学校校名也变更为「履正社中學校及高等學校」。